# Rešov
Rešov – wieś (obec) na Słowacji położona w kraju preszowskim, w powiecie Bardejów. Pierwsze wzmianki o miejscowości pochodzą z roku 1454.
Według danych z dnia 31 grudnia 2010, wieś zamieszkiwało 328 osób, w tym 163 kobiety i 165 mężczyzn.
W 2001 roku rozkład populacji względem narodowości i przynależności etnicznej wyglądał następująco:
- Słowacy – 92,42%
- Rusini – 6,41%
- Ukraińcy – 1,17%

Ze względu na wyznawaną religię struktura mieszkańców kształtowała się w 2001 roku następująco:
- Katolicy rzymscy – 8,45%
- Grekokatolicy – 86,30%
- Ewangelicy – 1,75%
- Prawosławni – 3,21%
- Nie podano – 0,29%